# Tygodnik Kibica
Tygodnik Kibica – tygodnik sportowy poświęcony piłce nożnej. Pierwszy numer ukazał się 14 sierpnia 1995 roku. Założycielem, jak i wydawcą był Ryszard Drewniak, który jednocześnie zajmował funkcję redaktora naczelnego pisma. Ostatni numer ukazał się w czerwcu 2012 roku. 
Pismo publikowało wywiady, aktualności piłkarskie z Polski, Europy i świata oraz statystyki klubów polskich i znaczących lig europejskich.